# Aatmapamphlet

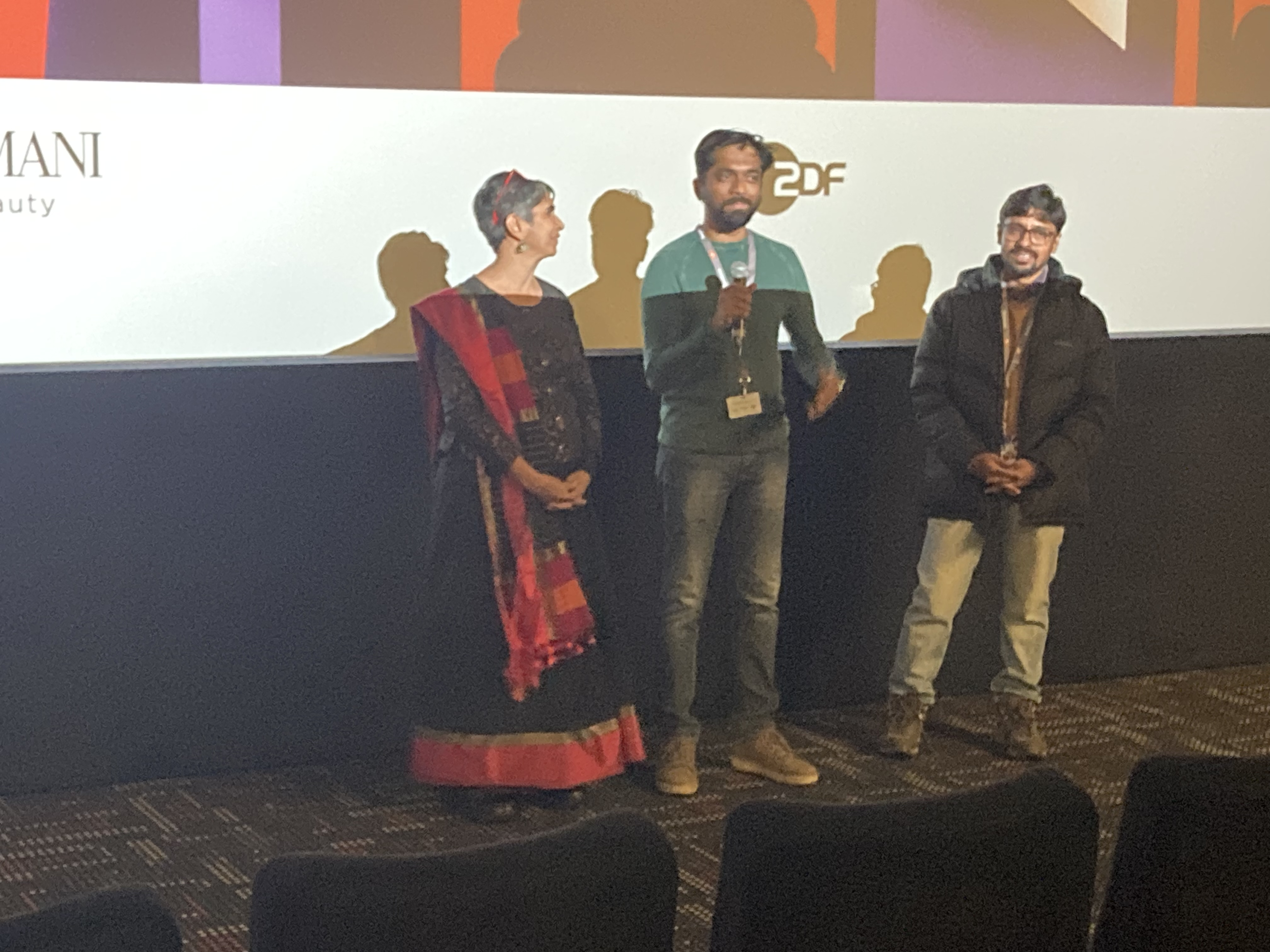
Der Regisseur des Films (Mitte) bei der Berlinale

Aatmapamphlet (internationaler Titel Autobio-Pamphlet) ist der Debütfilm des indischen Filmregisseurs Ashish Avinash Bende. In dem autobiografischen Film verarbeitet Bende seine Jugendliebe vor dem Hintergrund der großen sozialen und wirtschaftlichen Veränderungen im Indien der 1990er Jahre.
Seine Premiere feierte der Film am 22. Februar 2023 in der Sektion „Generation 14plus“ der Berlinale.

## Handlung
In der Geschichte Indiens gab es zwei bedeutende Ereignisse: Das Debüt von Sachin Tendulkar und den Moment, als Srushti die Hand von Ashish berührte. Fortan wird Srushti die Liebe seines Lebens sein, aber es bedarf einiger Anstrengung, ihre Aufmerksamkeit zu erregen. Schon Ashishs Urgroßmutter musste auf ihrem Lebensweg einige Hürden überwinden: Nachdem sie zu Hause rausgeworfen wurde, wanderte sie umher und wurde schließlich Direktorin einer Schule. Die Familie vermehrte sich und als Ashish geboren wurde, war klar – jedes Ereignis in Ashishs Leben geht mit großen politischen Ereignissen einher.
Ashish geht zunächst nur ungern in die Schule, das ändert sich jedoch schlagartig, als er Srushti in sein Herz schließt. Erste Kontaktversuche scheitern, und als nach den Ferien Jungen und Mädchen getrennt unterrichtet werden, ist er verzweifelt. Er findet heraus, dass Srushti vormittags Unterricht hat, sodass er nun jeden Tag um 11:30 Uhr bei Schulschluss auf sie wartet, jedoch ohne Erfolg. Zudem taucht ein älterer Rivale auf, der ebenfalls ein Auge auf Srushti geworfen hat.
Als das Kastensystem die Schulgebühren für Buddhisten aufhebt, entsteht unter Ashishs Freunden ein Gefühl der Ungerechtigkeit. Sie sehen sich Brüder und überlegen, wie sie dem System trotzen können. Damit Ashish als Buddhist nicht gehänselt wird, soll er Ajatshatru heißen, jedoch wird sein kleinerer Bruder bereits wegen seines unbekannten neuen Namens aufgezogen. Weitere Kontaktversuche mit Srushti über eine Bank-Kritzelei werden von ihr abgewiesen, woraufhin es Unruhen in Bombay gibt. Um weiter ihre Aufmerksamkeit zu erregen, nimmt Ashish an sämtlichen Wettbewerben der Schule teil, schließlich werden die Gewinner in der Schule ausgerufen. Zudem wird eines seiner Gedichte in der Zeitung abgedruckt.
Am Ende kommt es endlich zum Treffen mit Srushti. Ashish geht alle möglichen Szenarien durch, aber es kommt zum Happy End. Die Verbindung von Ashish und Srushti geht wegen deren unterschiedlicher Kastenzugehörigkeit durch die Weltpresse. Da sie ein geeintes Indien als Bedrohung wahrnehmen, beschließen die Weltmächte einen Erstschlag auf Kaschmir, bei dem jedoch die Religionsführer aufopferungsvoll zu Tode kommen. Daraufhin schließen die Mächte Frieden untereinander und vernichten ihre Atomwaffen.

## Produktion

### Filmstab
Aatmapamphlet ist Bendes Regiedebüt. Zuvor arbeitete Bende seit 15 Jahren in der indischen Filmindustrie als Regieassistent und wirkte bei verschiedenen bekannten Projekten mit, darunter Harishchandrachi Factory, Shaala, Elisabeth Ekadashi und Ventilator, die auch mit Filmpreisen ausgezeichnet wurden.

### Produktion und Förderungen
Der Film wurde von T-Series, Colour Yellow Productions und Zee Studios produziert. Den Weltvertrieb übernimmt ebenfalls Zee Studios.

### Dreharbeiten und Veröffentlichung
Seine Premiere feierte der Film am 22. Februar 2023 in der Sektion „Generation 14plus“ im Berliner Zoo Palast.

## Rezeption
Auf der Seite der Berlinale heißt es, das „Plädoyer für Zusammenhalt aus der Perspektive einer Bande Schuljungen ist keinesfalls naiv: Es ist ein kraftvolles Zeichen gegen die gewaltsam trennenden Mauern und Barrikaden aus Klassismus und Religion, die derzeit die ganze Welt spalten, und eine im besten Sinne populäre Komödie“.

## Auszeichnungen
Im Rahmen der Sektion „Generation 14plus“ konkurriert der Film um den Gläsernen Bären sowie den Filmpreis AG KINO GILDE 14plus. Der Gewinnerfilm erhält von der AG Kino – Gilde sowie Vision Kino die Möglichkeit einer bundesweiten Kinotour.